# 杨晔
杨晔（1994年5月26日—），中國女子藝術體操運動員。

## 簡歷
2015年9月，杨晔代表中國參加在德国斯图加特舉行的世界藝術體操錦標賽。她與舒思瑶、鲍语晴、赵敬楠和张玲組成的隊伍以33.199分获得集体全能第八名，直接获得了里約奥运会的參賽资格。
2016年8月，杨晔代表中國參加在巴西里約熱內盧舉行的奧林匹克運動會，與赵敬楠、鲍语晴、舒思瑶和张玲組成隊伍出戰韻律體操女子團體全能比賽項目。她們在第一轮五人帶操項目取得16.333分，列第9名；在第二轮棒和圈操表演即将结束时，杨晔因动作幅度过大，没能完成最后一个动作，需要由轮椅推出场外；最终中国队取得15.800分，列第11名，未能晋级决赛。賽後，隊長舒思瑶表示杨晔的胯在之前已有点错位，纠正过来后一直在康复，来比赛前稍微好点，但可能比赛更想做好一点，所以用力过猛又错位了，在场上没法动。